# Noble-Contrée
Noble-Contrée – miejscowość i gmina (commune) w południowej Szwajcarii, w kantonie Valais, w okręgu (district) Sierre. Powstała 1 stycznia 2021 w wyniku połączenia gmin Miège, Venthône i Veyras.

## Demografia
W Noble-Contrée mieszka 4635 osób. W 2022 roku 13,8% populacji gminy stanowiły osoby urodzone poza Szwajcarią. 

## Transport
Przez teren gminy przebiega droga główna nr 208.